# Vladimir Putin
Vladimir Vladimirovici Putin (în rusă Владимир Владимирович Путин pronunțat [vlɐˈdʲimʲɪr vlɐˈdʲimʲɪrəvʲɪtɕ ˈputʲɪn] ⓘ; n. 7 octombrie 1952, Leningrad, RSFS Rusă, URSS) este un politician și fost ofițer de informații rus, fiind președintele Rusiei din 2012, după ce anterior a mai deținut această funcție între 2000 și 2008. Putin a fost și prim-ministru al Rusiei între 1999 și 2000 și din nou între 2008 și 2012, fiind liderul rus sau sovietic cu cea mai lungă perioadă de conducere după Iosif Stalin.
Putin a lucrat ca ofițer de informații externe în KGB timp de 16 ani, ajungând la gradul de locotenent-colonel, înainte de a demisiona în 1991 pentru a începe o carieră politică în Sankt Petersburg. În 1996, s-a mutat la Moscova pentru a se alătura administrației președintelui Boris Elțîn. A ocupat pentru scurt timp funcția de director al Serviciului Federal de Securitate (FSB) și apoi a fost secretar al Consiliului de Securitate al Rusiei înainte de a fi numit prim-ministru în august 1999.
După demisia lui Elțîn, Putin a devenit președinte interimar și, în mai puțin de patru luni, a fost ales pentru primul său mandat prezidențial. A fost reales în 2004. Din cauza limitării constituționale la două mandate prezidențiale consecutive, Putin a revenit ca prim-ministru între 2008 și 2012, sub președinția lui Dmitri Medvedev. A revenit la președinție în 2012 pentru un mandat de 6 ani, în urma unor alegeri marcate de acuzații de fraudă și proteste, și a fost reales în 2018. În martie 2024, a fost reales pentru încă un mandat.
În perioada inițială a președinției sale, economia Rusiei a crescut în medie cu șapte procente pe an, stimulată de reforme economice și de o creștere de cinci ori a prețului petrolului și gazelor. De asemenea, Putin a condus Rusia într-un conflict cu separatiștii ceceni, restabilind controlul federal asupra regiunii. În timpul mandatului său ca prim-ministru sub Medvedev, a supervizat un conflict militar cu Georgia și a implementat reforme în armată și poliție.
În cel de-al treilea mandat prezidențial, Rusia a anexat Crimeea și a susținut un război în estul Ucrainei prin mai multe incursiuni militare, ceea ce a dus la sancțiuni internaționale și o criză financiară în Rusia. De asemenea, a ordonat o intervenție militară în Siria pentru a-l sprijini pe aliatul său, Bashar al-Assad, în timpul războiului civil sirian, obținând în final baze navale permanente în Marea Mediterană de Est.
În aprilie 2021, după un referendum, Putin a promulgat modificări constituționale care i-ar permite să candideze pentru alte două mandate, posibil extinzând președinția sa până în 2036.
În februarie 2022, în cel de-al patrulea mandat prezidențial, Putin a lansat o invazie la scară largă în Ucraina, acțiune care a generat condamnare internațională și sancțiuni suplimentare. În septembrie 2022, a anunțat o mobilizare parțială și a anexat forțat patru regiuni ucrainene (oblasti), echivalente ca mărime cu Portugalia, în Rusia. În martie 2023, Curtea Penală Internațională a emis un mandat de arestare pe numele lui Putin pentru crime de război legate de responsabilitatea sa în presupusele răpiri ilegale de copii pe durata războiului.
Sub conducerea lui Putin, sistemul politic al Rusiei a fost transformat într-o dictatură autoritară cu un cult al personalității. Guvernarea sa a fost marcată de corupție endemică și încălcări extinse ale drepturilor omului, incluzând încarcerarea și reprimarea oponenților politici, intimidarea și cenzurarea presei independente din Rusia, precum și lipsa de alegeri libere și corecte. Rusia a obținut în mod constant scoruri foarte scăzute în Indexul Percepției Corupției al Transparency International, în Indexul Democrației al The Economist, în indexul Libertatea în Lume al Freedom House și în Indexul Libertății Presei al Reporters Without Borders.

## Copilărie

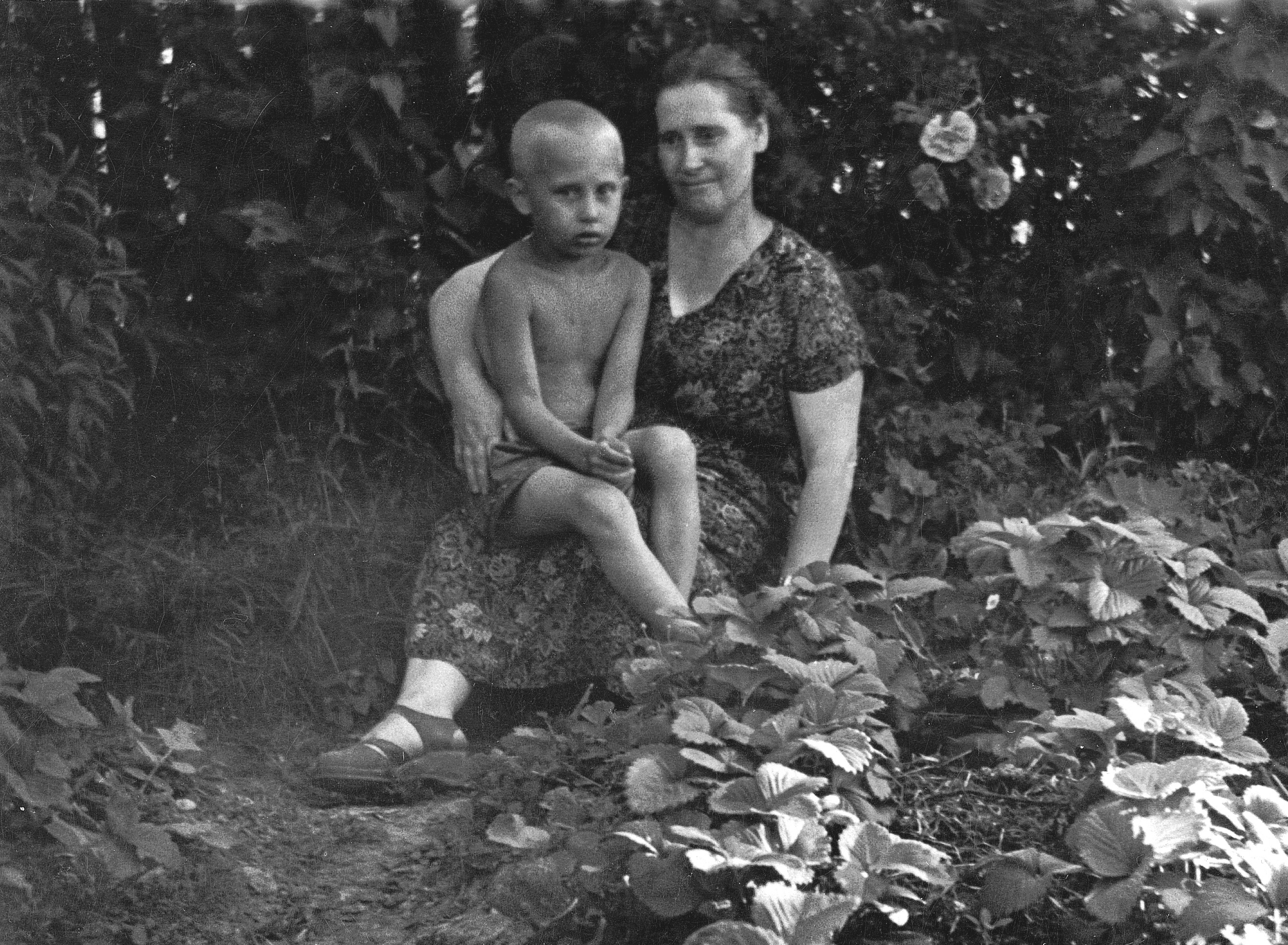
Putin cu mama sa, Maria Ivanovna, în iulie 1958

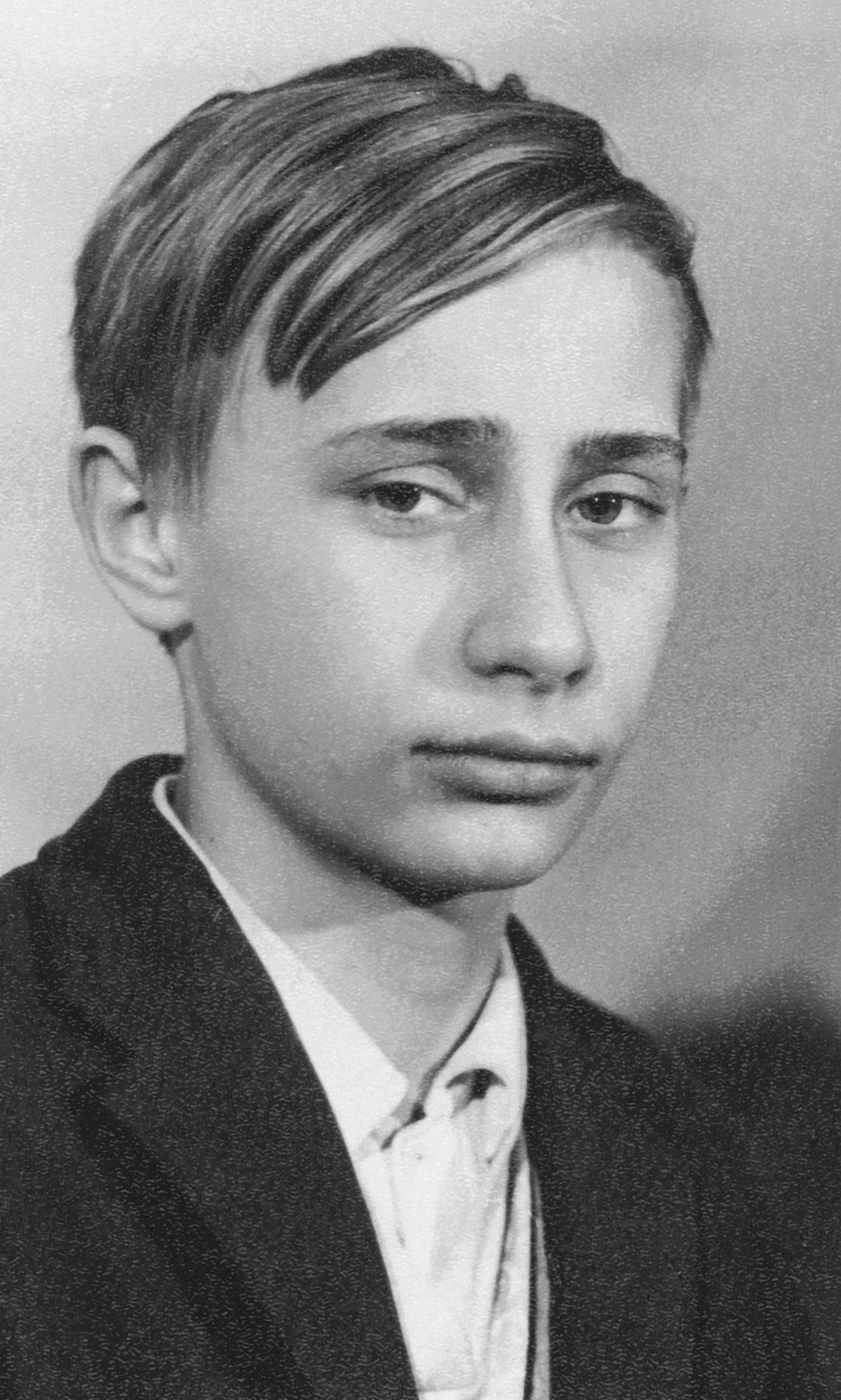
Putin ca adolescent

Vladimir Putin s-a născut la 7 octombrie 1952 în Leningrad, avându-i ca părinți pe Vladimir Spiridonovici Putin (1911–1999) și pe Maria Ivanova Selomova (1911–1998). Mama lui era muncitoare la o fabrică, iar tatăl său a servit ca militar în marina sovietică, într-o unitate submarină în cursul anilor 1930, Ulterior Putin tatăl a lucrat pentru NKVD, într-un grup de sabotaj în vremea celui de-al Doilea Război Mondial. Doi frați mai mari s-au născut în mijlocul anilor 1930; unul dintre ei a murit la câteva luni după naștere, iar al doilea a decedat de difterie în timpul asediului Leningradului. Bunicul patern, Spiridon Putin (1879–1965), a fost bucătarul lui Vladimir Lenin și Iosif Stalin.
În cartea autobiografică a lui Putin, Ot Pervogo Litsa (română: La persoana întâi), bazată pe interviurile pe care le-a acordat, se vorbește despre începuturile umile, printre care cei dintâi ani ai vieții petrecuți într-un apartament comun din Leningrad. La 1 septembrie 1960 Vladimir a început să învețe la Școala elementară, nr. 193, de pe strada Baskov, aflată vizavi de casă. Până în clasa a cincea, era unul din puținii elevi, din clasa sa de 45 de copii, care nu fusese cooptat încă în organizația locală de pionieri, aceasta din cauza comportamentului său indisciplinat.
În clasa a șasea a început să se dedice sportului, mai ales artelor marțiale sambo și judo, dar în cursul vieții a practicat și tenisul, schi și pilotajul. În tinerețea sa, Putin a avut drept modele de admirație personajele ofițerilor de inteligență, ce apăreau pe ecranele sovietice, jucate de actori precum  Viaceslav Tihonov  și Gheorghi Jjionov.
Vladimir Putin a absolvit secția de drept internațional a Facultății de drept a Universității de Stat din Leningrad în 1975. cu o teză despre politica SUA pe continentul african. În timpul anilor de studenție, el a devenit membru al Partidului Comunist și a rămas membru până la dizolvarea acestuia
în decembrie 1991. De asemenea, la universitate l-a întâlnit pe Anatoli Sobceak  care a jucat mai târziu un rol important în cariera sa.

## Carieră la KGB

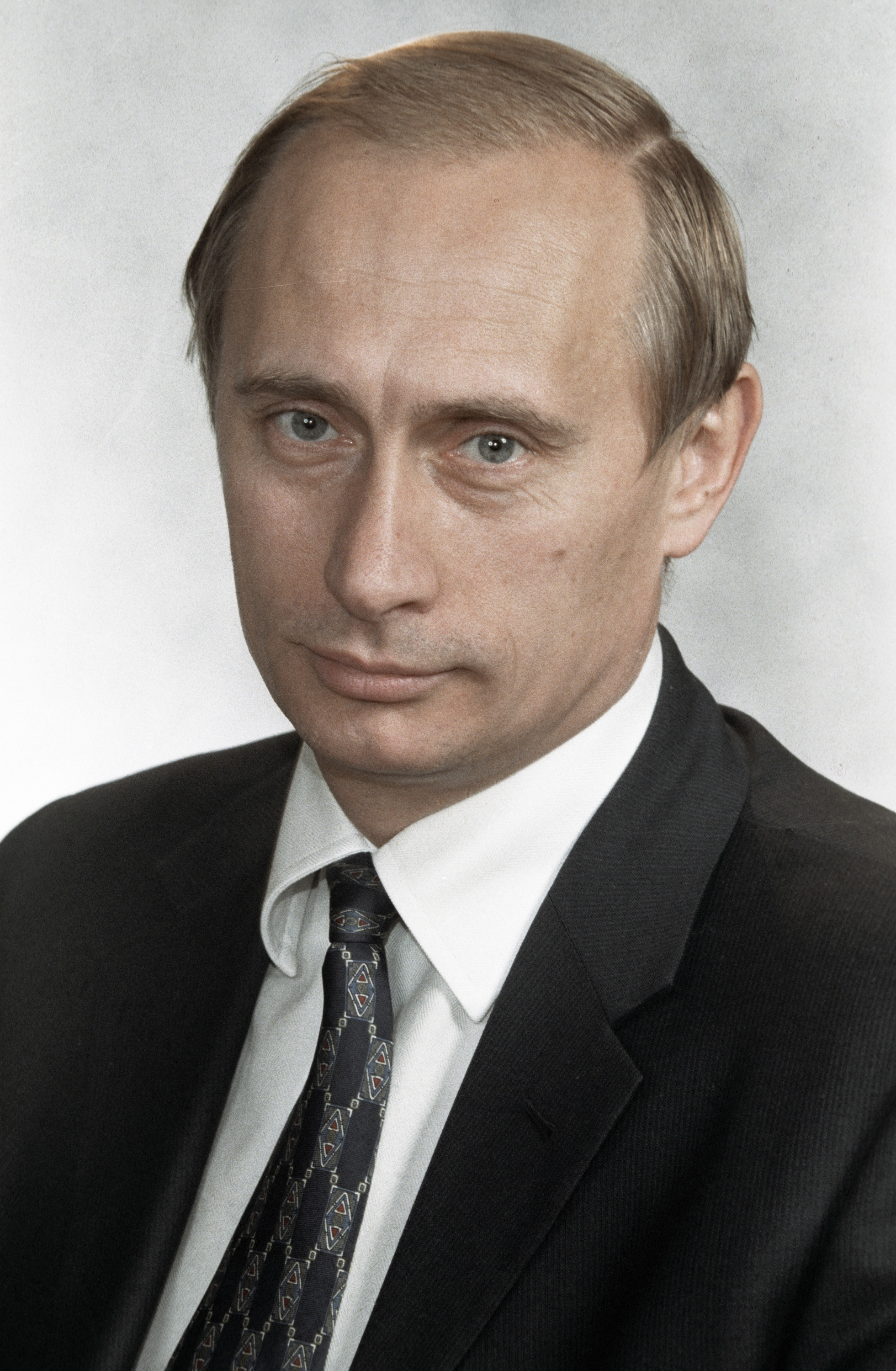
Vladimir Putin în 1998 ca director al FSB

După absolvirea universității, Putin a fost recrutat de KGB, în serviciul de contraspionaj. În 1976 a terminat cursul de perfecționare al KGB din Ohta, Leningrad. Apoi, conform spuselor lui Iuri Felștinsky  și ale lui Vladimir Pribîlovski, a servit la așa numita direcție nr. 5 a KGB-ului, care combătea opoziția politică. Ziarul Washington Post a indicat faptul că el s-a ocupat o vreme cu urmărirea unor cetățeni străini aflați la Leningrad. A primit ulterior oferta de a se transfera la serviciul de inteligență aflat în sarcina primei direcții a  KGB (în rusă: Первое Главное Управление) și a fost trimis pentru antrenamente suplimentare vreme de un an la Școala Superioară Dzerjinski a KGB, din Moscova iar apoi, prin mijlocul anilor 1980, la Institutul KGB Yuri Andropov din Moscova (acum fiind Academia pentru Intelligence Extern).
Din 1985 până în 1990, KGB-ul l-a repartizat pe Putin la Dresda, pe atunci în Republică Democrată Germană. După  prăbușirea regimului comunist al Germaniei de Est și a sistemului comunist din celelalte state satelite ale Uniunii Sovietice, Putin a fost rechemat în Uniunea Sovietică, la Leningrad, iar în iunie 1991 a ocupat un post la facultatea de relații internaționale a Universității din Leningrad, aflându-se în subordinea vice-rectorului Iuri Molceanov. În această nouă calitate, Putin ar fi supravegheat colectivul studențesc și pe recruți. A reluat legăturile cu Anatoli Sobceak, pe atunci primarul Leningradului. Sobceak lucrase ca asistent universitar în timpul anilor studenției lui Putin și a fost unul din mentorii acestuia. Putin a demisionat formal de la serviciile de securitate a statului la 20 august 1991 în gradul de locotenent-colonel la 20 august 1991, a doua zi după  anihilarea loviturii de Stat împotriva lui Mihail Gorbaciov.

## Începuturile carierei politice

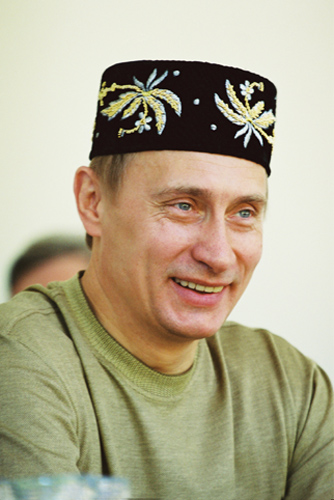
Putin la Sabantuy în Kazan în iunie 2000

În mai 1990, Putin a fost numit consilier al primarului Sankt Petersburg-ului în domeniul afacerilor internaționale. La 28 iunie 1991 a fost numit șef al Comisiei pentru relații externe din cadrul primăriei din Sankt Petersburg, însărcinat fiind cu promovarea relațiilor internaționale și a investițiilor străine. Mai puțin de un an de la preluarea conducerii comisiei, Putin a fost investigat de către o comisie a Consiliul Legislativ al orașului.  În urma controlului făcut de comisia Consiliului Legislativ s-a ajuns la concluzia că Putin ar fi cauzat pierderi de 93 de milioane de dolari. Comisia a recomandat ca Putin să fie concediat, dar nu au existat consecințe imediate. Putin a rămas șef al Comisiei pentru relații externe, până în 1996.
Din 1994 până în 1997, Putin a ocupat mai multe funcții politice în Sankt Petersburg. În martie 1994 a devenit Vice-primarul orașului Sankt-Petersburg. De asemenea între 1995 – iunie 1997 Putin  a condus filiala locală a partidului de guvernământ din Sankt Petersburg. În același timp el a fost șef al Consiliului Consultativ al ziarului Viedomosti din Sankt Petersburg.

## Prim-ministru (1999)
În august 1999 Vladimir Putin a fost numit de către Boris Elțîn în funcția de prim-ministru. Imaginea lui Putin ca o persoană care impune aplicarea legilor și ordinii și abordarea sa intransigentă față de cel de-al Doilea Război Cecen împotriva Republicii Cecene Icikeria, au întărit repede popularitatea lui Putin și l-au permis să-și depășească toți rivalii. După demisia lui Boris Elțîn, din decembrie 1999 a ocupat funcția de Președinte interimar al Federației Ruse.

## Președinție

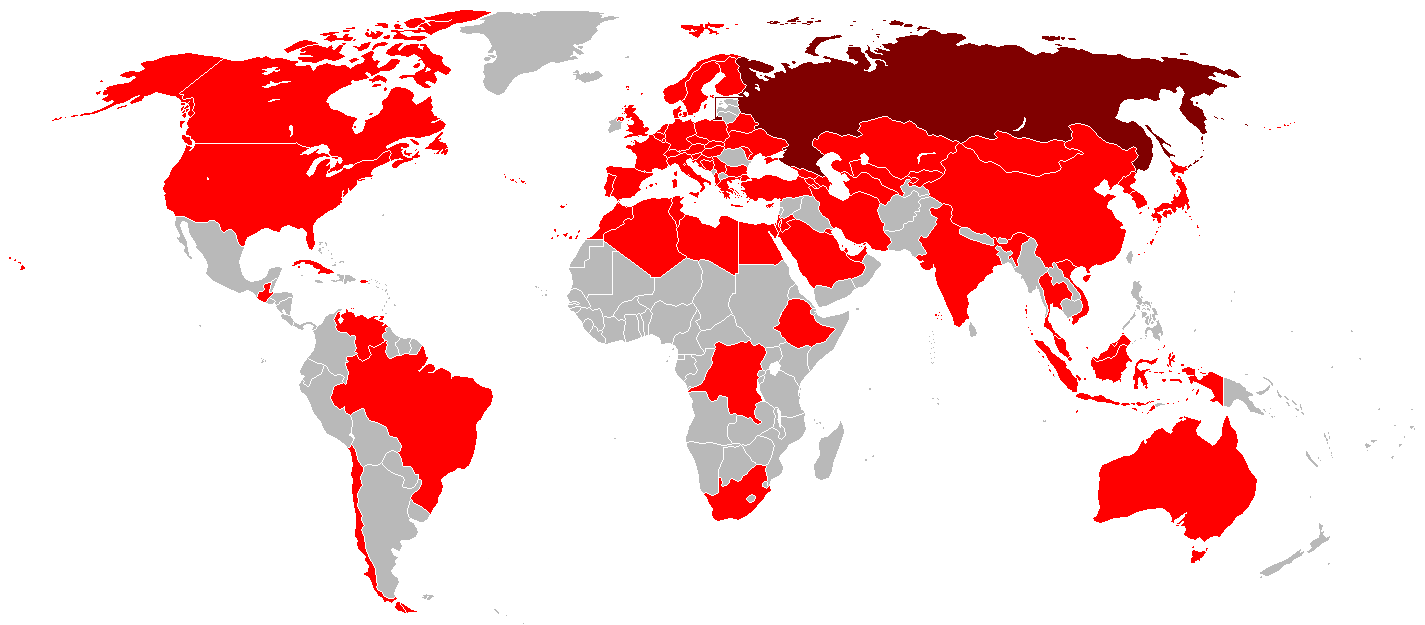
Călătoriile internaționale ale lui Vladimir Putin în timpul președinției sale: în Europa nu a fost în țările baltice, România, Irlanda, Muntenegru și Macedonia.

Atentatele teroriste din 11 septembrie 2001 de la New York i-au dat prilejul să-și justifice propria politică anti-teroristă, făcându-l aliat al puterilor occidentale în coaliția împotriva terorismului internațional.
Vladimir Putin este apreciat pentru stabilitate și reducerea drastică a corupției, dar și acuzat de o parte a opoziției de a fi inițiatorul metodelor de intimidare și aducere la tăcere a adversarilor politici.
El și-a exprimat nemulțumirea la Conferința de la Helsinki din noiembrie 2006, că Rusia nu a fost consultată în ceea ce privește admiterea României și Bulgariei în Uniunea Europeană. 
La presiunile sale, Georgia și Ucraina nu au fost admise ca membre NATO la Summit-ul din 2008 de la București.
În perioada celor două mandate succesive de președinte (2000-2008), Vladimir Putin a redat Rusiei demnitatea și forța politică pe plan internațional. De asemenea, Rusia a cunoscut o creștere economică fără precedent de la căderea Uniunii Sovietice, jucând un rol important pe piața globală de capital.
Vladimir Putin este apreciat de majoritatea conaționalilor săi, lucru relevat și prin faptul că succesorul propus și susținut de el la Președinția Rusiei, Dmitri Medvedev, a reușit să câștige alegerile.

### Primul mandat prezidențial (2000–2004)

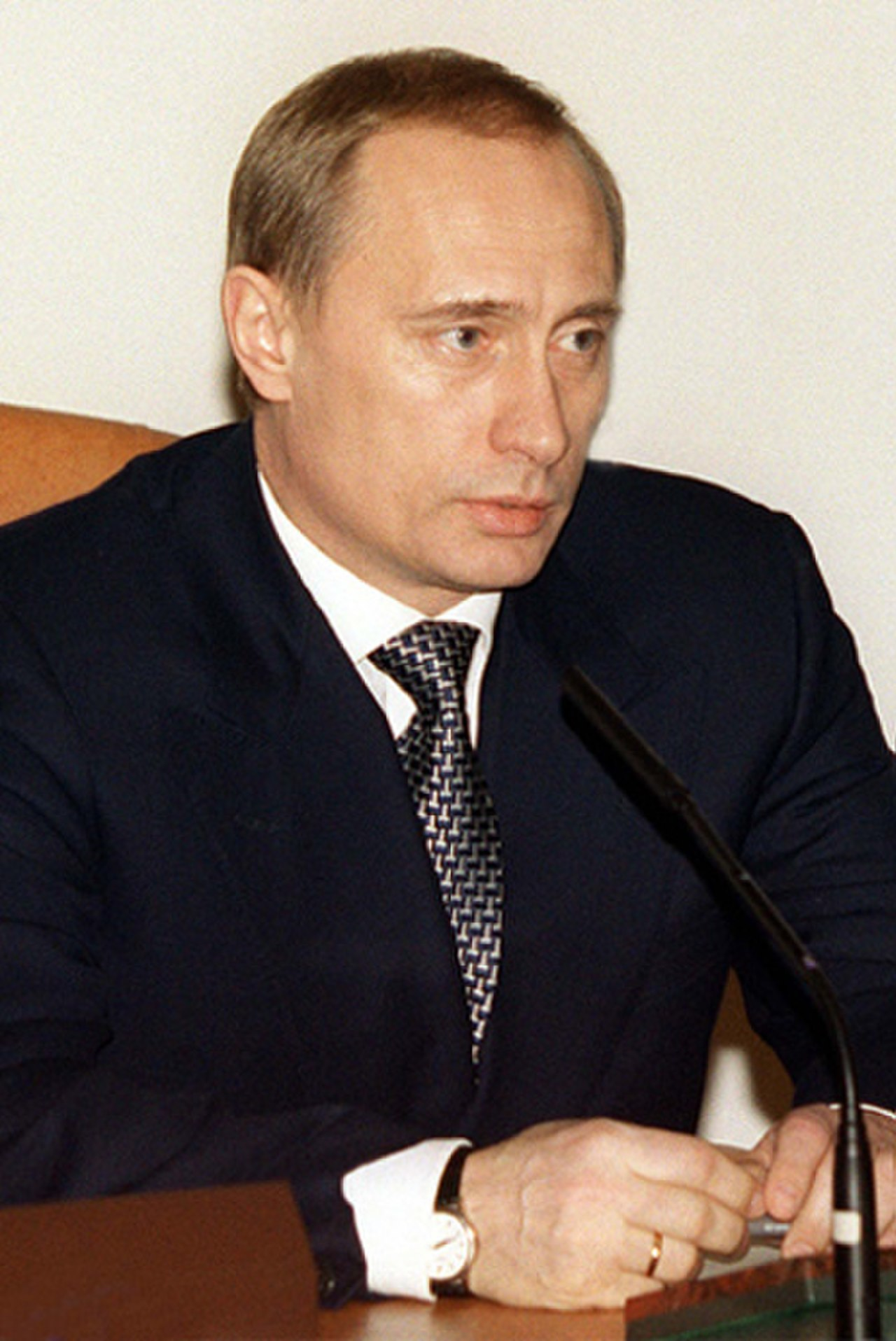
Putin în 1999

La 31 decembrie 1999, Boris Elțîn se retrage din funcția de Președinte al Rusiei, Putin devine președinte interimar, pentru ca, la alegerile prezidențiale anticipate din 26 martie 2000, să fie ales cu o majoritate de 52,50% din voturile exprimate. Este reales în martie 2004, având o majoritate comodă și în Duma de Stat (Parlament), ceea ce îi permite să guverneze într-un stil autoritar.
Principalii oponenți și succesori ai lui Elțin făceau deja campanie pentru a înlocui președintele Elțîn aflat în dificultate și luptat din greu pentru a împiedica apariția lui Putin ca succesor potențial al lui Elțin. 
Deși nu era asociat oficial cu vreun partid, Putin a promis sprijinul său noului Partid al Unității, care a câștigat cel de-al doilea cel mai mare procent din votul popular (23,3%) în alegerile pentru Duma din decembrie 1999 și, la rândul său, Putin era sprijinit de acest partid.
Inaugurarea președintelui Putin a avut loc la 7 mai 2000. Putin l-a numit pe ministrul de finanțe, Mihail Kasianov, în funcția de prim-ministru.
Prima provocare majoră a popularității lui Putin a venit în august 2000, când a fost criticat pentru presupusa neregulă a dezastrului submarinului Kursk.
Această critică a fost în mare parte pentru că a fost cu câteva zile înainte ca Putin să se întoarcă din vacanță și a întârziat mult până să meargă la fața locului.
Între anii 2000 și 2004, Putin ocupat cu reconstrucția sărăciei țării, a câștigat aparent o luptă de putere cu oligarhii ruși, ajungând la înțelegere cu ei. Această înțelegere a permis oligarhilor să-și păstreze majoritatea puterilor, în schimbul sprijinului lor explicit și alinierii cu guvernul lui Putin. [84] Un nou grup de magnați de afaceri a apărut, printre care Ghenadi Timcenko, Vladimir Iakunin, Iuri Kovalciuk și Serghei Chemezov, având legături strânse cu Putin.
Cu câteva luni înainte de alegeri, Putin a concediat cabinetul primulu-ministru Kasianov și l-a numit pe Mihail Fradkov în locul lui. Serghei Ivanov a devenit primul civil din Rusia care a fost numit în funcția de ministru al apărării.
În 2003, a avut loc un referendum în Cecenia, care adoptând o nouă constituție care a declarat Republica Cecenia ca fiind parte a Rusiei; pe de altă parte, regiunea a dobândit autonomie. Cecenia a fost stabilizată treptat prin stabilirea alegerilor parlamentare și a unui guvern regional.  În timpul celui de-al Doilea Război Cecen, Rusia a dezactivat grav mișcarea rebelilor ceceni; totuși, atacurile sporadice ale rebelilor au continuat să se producă în tot Caucazul de nord.

### Al doilea mandat prezidențial (2004–2008)

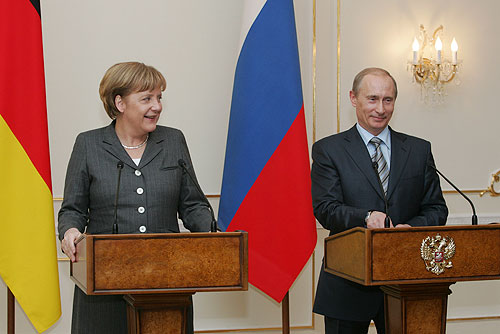
Putin cu Angela Merkel

Este reales în martie 2004, având o majoritate comodă și în Duma de Stat (Parlament), ceea ce îi permite să guverneze într-un stil autoritar.
Drama ostaticilor de la Beslan a avut loc în septembrie 2004, în care au murit sute de persoane. Mulți în presa rusească și în cea internațională au avertizat, că moartea a 130 de ostatici în operațiunea de salvare a forțelor speciale în timpul Drama ostaticilor de la teatrul din Moscova din 2002 va afecta grav popularitatea președintelui Putin. Cu toate acestea, la scurt timp după încheierea asediului, președintele rus s-a bucurat de un nivel record al susținerii publice - 83% dintre ruși s-au declarat satisfăcuți de Putin și de conducerea asediului.
Perioada de aproape 10 ani anterioară ascensiunii lui Putin după dizolvarea URSS a fost o perioadă turbulentă în Rusia. Într-un discurs ținut la Kremlin în 2005, Putin a caracterizat prăbușirea Uniunii Sovietice drept "cea mai mare catastrofă geopolitică a secolului XX". Putin adăugaː "Mai mult de atât, epidemia de dezintegrare a infectat însuși Rusia" la sfârșitul anului, protecția socială a dispărut, iar speranța de viață a scăzut în perioada care a precedat domnia lui Putin. În 2005, au fost lansate proiectele naționale prioritare pentru a îmbunătăți sănătatea, educația, locuințele și agricultura din Rusia.
Continuarea urmăririi penale a celui mai bogat om al Rusiei, Mihail Hodorkovski, președintele societății de petrol și gaze Yukos, pentru fraudă și evaziune fiscală a fost văzută de presa internațională ca represalii pentru donațiile lui Hodorkovski atât pentru oponenții liberali, cât și pentru cei din Kremlin.  Guvernul susținea, că Hodorkovski a "corupt" o parte însemnată din Duma pentru a împiedica modificarea codului fiscal. Hodorkovski a fost arestat, Yukos a dat faliment, iar activele companiei au fost scoase la licitație cu valoare mai mică decât cea de piață, ponderea achiziționată de compania de stat Rosneft. Soarta companiei Yukos a fost văzută ca un semn al unei schimbări mai largi a Rusiei către un sistem de capitalism de stat.  Acest lucru a fost subliniat în iulie 2014, când acționarii Yukos au primit 50 de miliarde de dolari compensație, acordată în urma sentinței date de către Curtea de Arbitraj Permanent de la Haga.
La 7 octombrie 2006, Anna Politkovskaia, jurnalistă care a expus corupția în armata rusă și comportamentul ei din Cecenia, a fost împușcată în holul clădirii unde locuia, în ziua de naștere a lui Putin. Moartea lui Politkovskaia a declanșat critici internaționale, cu acuzații că Putin nu a reușit să protejeze noile mijloace media independente ale țării. Putin însuși a spus că moartea ei a provocat guvernului mai multe probleme decât scrierile ei.
În 2007, a fost organizat Marșul disidenților de grupul de opoziție The Other Russia, condus de fostul campion de șah Gari Kasparov și liderul național-bolșevist Eduard Limonov. În urma avertizărilor prealabile, demonstrațiile din mai multe orașe rusești au fost întâmpinate de acțiuni ale poliției, care au inclus deranjarea călătoriei protestatarilor și arestările a 150 de persoane, care au încercat să spargă cordonul poliției.
La 12 septembrie 2007, Putin a dizolvat guvernul la cererea primului-ministru Mihail Fradkov. Fradkov a comentat că va acorda Președintelui "mână liberă" în perioada premergătoare alegerilor parlamentare. Viktor Zubkov a fost numit noul prim-ministru. led by former chess champion Garry Kasparov and national-Bolshevist leader Eduard Limonov.
În decembrie 2007, partidul Rusia Unită a câștigat 64,24% din voturile populare în cadrul rundei de alegeri pentru Duma de Stat în conformitate cu rezultatele preliminare ale alegerilor. Victoria Rusiei Unite în alegerile din decembrie 2007 a fost văzută de mulți ca o dovadă a unui puternic sprijin popular al conducerii de atunci a Rusiei și al politicilor sale.

### Al doilea mandat de premier (2008–2012)

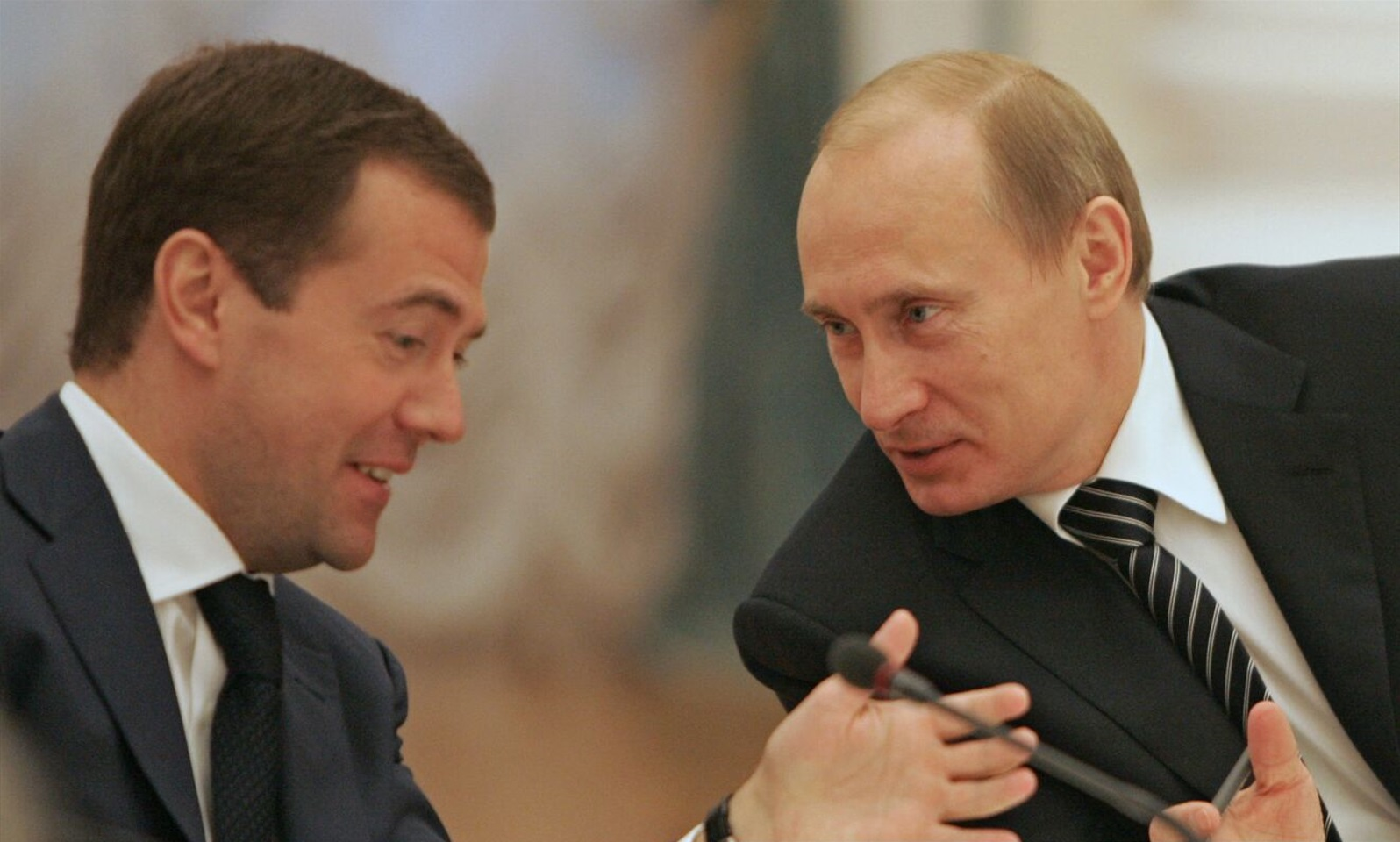
Putin cu Medvedev în 11 martie 2008

Constituția îi interzicea lui Putin un al treilea termen prezidențial. Succesorul lui Putin a fost ales prim-viceprim-ministrul Dmitri Medvedev. Într-o operațiune de comutare a puterii, la 8 mai 2008, la doar o zi după ce a predat președinția lui Medvedev, Putin a fost numit prim-ministru al Rusiei, menținându-și dominația politică.
Putin spunea, că depășirea consecințelor crizei economice mondiale a fost una dintre cele două realizări principale ale celui de-al doilea mandat prezidențial, cealaltă fiind stabilizarea dimensiunii populației rusești între 2008 și 2011, după o lungă perioadă de colaps demografic care a început în anii 1990.
La Congresul Rusiei Unite de la Moscova, la 24 septembrie 2011, Medvedev a propus oficial ca Putin să candideze la Președinție în 2012, o ofertă acceptată de Putin. Având în vedere dominarea aproape totală de către Rusia Unită a politicii ruse, mulți observatori erau convinși, că lui Putin îi era asigurat un al treilea mandat prezidențial. Această mișcare era așteptată să îi asigure lui Medvedev funcția de prim-ministru la sfârșitul mandatului său prezidențial.
După alegerile parlamentare din 4 decembrie 2011, zeci de mii de ruși s-au angajat în proteste împotriva presupuselor fraude electorale, cele mai mari proteste din timpul lui Putin. Protestatarii au criticat Putin și Rusia Unită și au cerut anularea rezultatelor alegerilor. Se spune că în perioada 2005-2012 Putin ar fi organizat un număr de grupuri paramilitare loiale lui și partidului Rusia Unică.

### Al treilea mandat prezidențial (2012–2018)
A fost reales ca președinte al Federației Ruse pentru un mandat de 6 ani în martie 2012.
La 24 septembrie 2011, în timp ce vorbea la congresul partidului Rusia Unită, Medvedev a anunțat că va recomanda partidului să îl numească pe Putin drept candidat la președinție. El spunea, că el și Putin au încheiat cu mult timp în urmă o înțelegere pentru a permite lui Putin să candideze la funcția de președinte în 2012. Această combinație a fost numită de mulți din mass-media ca "Rokirovka", termenul rusesc din șah pentru "rocadă". Medvedev a spus că el însuși în viitor este gata să efectueze "o activitate practică în guvern". 
La 4 martie 2012, Putin a câștigat alegerile prezidențiale ruse din 2012 în prima rundă, cu 63,6% din voturi, în ciuda acuzațiilor larg răspândite de aranjare dinainte a voturilor.  Grupurile de opoziție l-au acuzat pe Putin și partidul Rusia Unită de fraudă.  În timp ce eforturile de transparență a alegerilor au fost făcute publice, inclusiv utilizarea camerelor web în secțiile de votare, votul a fost criticat de opoziția rusă și de observatorii internaționali din cadrul Organizației pentru Securitate și Cooperare în Europa pentru nereguli procedurale. 

#### Intervenția în Ucraina și anexarea Crimeii

Harta zonei

În 2014, Rusia a făcut mai multe incursiuni militare pe teritoriul ucrainean. După protestele Euromaidan și căderea președintelui ucrainean Viktor Ianukovici, soldații ruși fără însemne rusești au preluat controlul asupra pozițiilor strategice și infrastructurii din teritoriul ucrainean al Crimeei. Rusia a anexat apoi Crimeea după un referendum disputat, în care Crimeea a votat să se alăture Federației Ruse, potrivit rezultatelor oficiale.  Ulterior, demonstrațiile grupurilor pro-ruse din zona Donbas a Ucrainei au escaladat într-un conflict armat între guvernul ucrainean și forțele separatiste ale autoproclamatelor Republici Populare Donetsk și Luhansk susținute de Rusia. În luna august, vehiculele militare ruse au trecut granița în mai multe locații din regiunea Donețk.  Incursiunea armatei ruse a fost considerată responsabilă pentru înfrângerea forțelor ucrainene la începutul lunii septembrie. 
În noiembrie 2014, armata ucraineană a raportat mișcări intense de trupe și  echipamente militare din Rusia în părțile controlate de forțe separatiste din estul Ucrainei.  Associated Press a raportat 80 de vehicule militare nemarcate în mișcare în zone controlate de rebeli.  O misiune specială de monitorizare a OSCE a observat convoaie de arme și tancuri grele pe teritoriul controlat de DPR fără însemne militare.  OSCE raportau în continuare, că au observat că vehiculele transportă muniții și cadavrele soldaților care traversează granița ruso-ucraineană, sub forma convoaielor de ajutor umanitar.  La începutul lunii august 2015, OSCE a observat peste 21 de astfel de vehicule marcate cu coduri militare ruse transportând soldații uciși în acțiune. Potrivit ziarului The Times din Moscova, Rusia a încercat să intimideze și să reducă la tăcere pe lucrătorii din domeniul drepturilor omului care discutau despre decesele soldaților ruși în conflict . OSCE a relatat în repetate rânduri că observatorilor săi li s-a refuzat accesul în zonele controlate de "forțele combinate ruse separatiste" .
Majoritatea membrilor comunității internaționale și a organizațiilor, cum ar fi Amnesty International, au condamnat Rusia pentru acțiunile sale în Ucraina postrevoluționară, acuzându-l că a încălcat legea internațională și a încălcat suveranitatea Ucrainei. Multe țări au aplicat sancțiuni economice împotriva Rusiei, a persoanelor fizice sau a companiilor ruse.
În octombrie 2015, ziarul The Washington Post a raportat că Rusia a redistribuit câteva dintre unitățile sale de elită din Ucraina în Siria în ultimele săptămâni pentru a sprijini președintele sirian Bashar al-Assad . În decembrie 2015, președintele Federației Ruse, Putin, a recunoscut că ofițerii de informații militare ruși acționează în Ucraina .
Mulți membri ai comunității internaționale au presupus că anexarea lui Putin a Crimeei a inițiat începutul unui nou tip de politică externă a Rusiei.  Ei au considerat că anexarea Crimeei însemnă, că politica sa externă s-a mutat "de la politica externă condusă de stat" la adoptarea unei poziții ofensive pentru refacerea Uniunii Sovietice. Această schimbare de politică poate fi înțeleasă ca o încercare a lui Putin de a apăra națiunile din sfera de influență a Rusiei de influențele lumii occidentale. Începând cu anexarea peninsulei Crimeea din 2014, Putin revine la o politică expansionită mai veche, specifică imperialismului rusesc. 
Pe 24 februarie 2022, Putin a declanșat invazia armată a Ucrainei, după câteva luni în care a masat peste 150.000 de soldați și echipamente militare în apropiere de granițele cu acest stat. 
În urma strângerii de dovezi cu privire la abuzurile și actele de cruzime care au loc în Ucraina, la data de 17 martie 2023 Curtea Penală Internațională de la Haga emite un mandat de arestare pe numele lui Vladimir Vladimirovici Putin, pentru crime de război.

#### Intervenția Rusiei în Siria

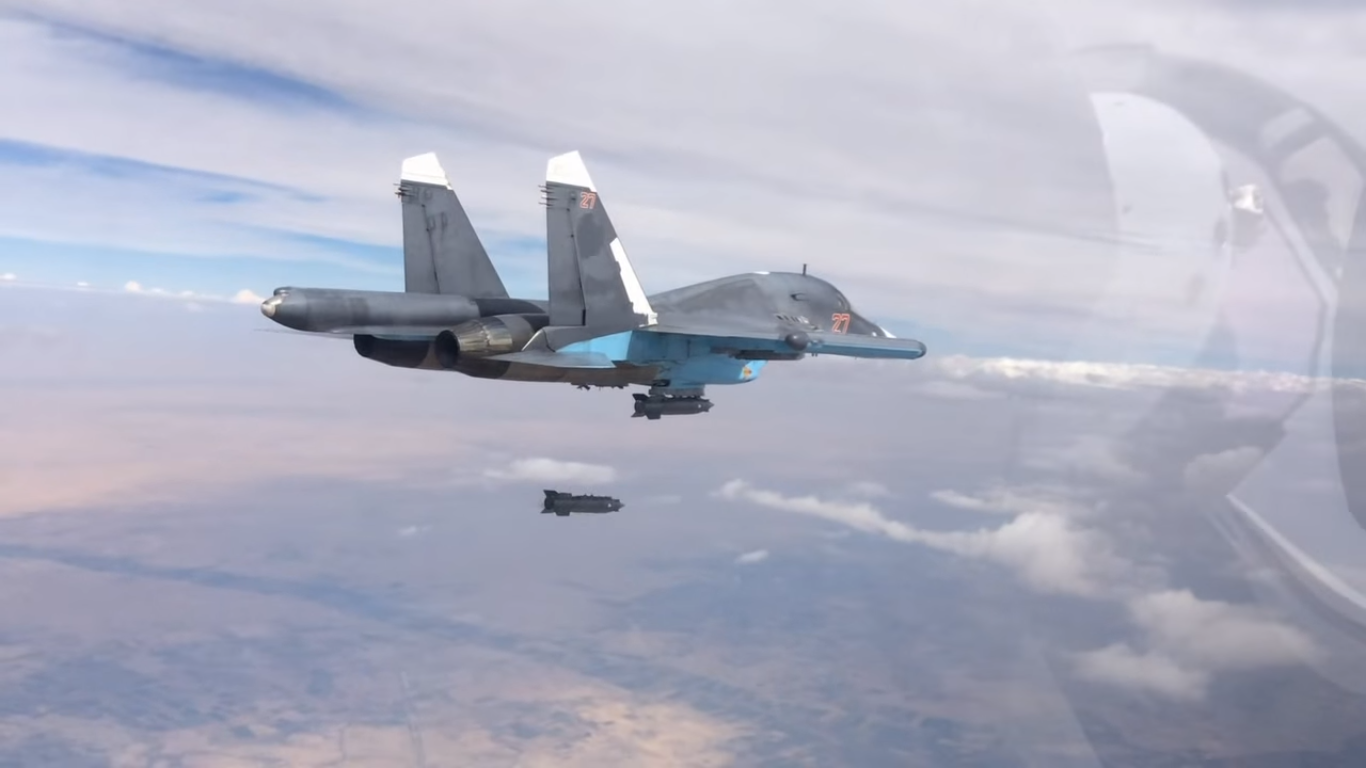
Su-34 rusesc aruncând bombă ghidată tip KAB-500S-E în timpul unei misiuni de bombardament asupra Siriei

La 30 septembrie 2015, președintele Putin a autorizat intervenția militară a Rusiei în Războiul Civil din Siria, în urma unei cereri formale a guvernului sirian pentru ajutor militar împotriva grupurilor rebele și jihadiste. 
Activitățile militare rusești au constat în lovituri aeriene, lovituri de rachete de croazieră și folosirea consilierilor militari pe front și ale forțelor speciale rusești împotriva grupurilor militare opuse guvernului sirian, inclusiv opoziției siriene, precum și statului islamic din Irak și Levant (ISIL) , Frontul al-Nusra (al-Qaida în Levant), Tahrir al-Sham, Ahrar al-Sham și Armata de cucerire.  După anunțul lui Putin din 14 martie 2016, că misiunea pe care o stabilise pentru armata rusă din Siria a fost "în mare măsură realizată" și a ordonat retragerea "părții principale" a forțelor ruse din Siria,  forțele rusești desfășurate în Siria a continuat să acționeze în mod activ în sprijinul guvernului sirian. 

### Al patrulea mandat prezidențial (2018–2024)

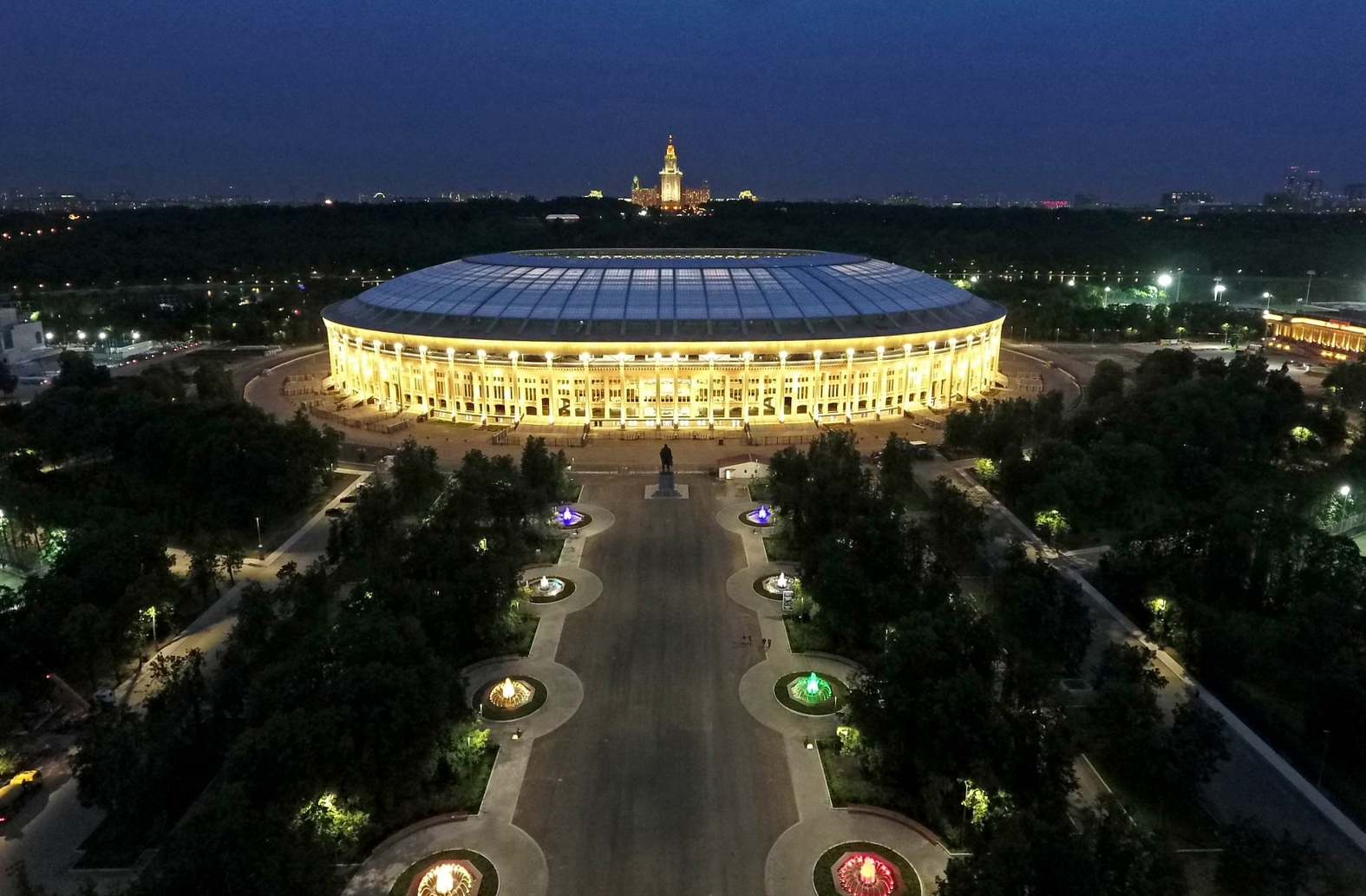
Stadionul Lujniki, din Moscova unde Franța a disputat finala cu Croația

Putin a câștigat alegerile prezidențiale din 2018 cu mai mult de 76% din voturi, ceea ce înseamnă că el a continuat ca președinte în al patrulea mandat.
7 mai 2018, Vladimir Putin a preluat pentru a patra oară funcția de președinte al Rusiei. În această zi, Putin l-a invitat pe Dmitri Medvedev, să formeze împreună un nou guvern. La 15 mai 2018, Vladimir Putin a participat la deschiderea  porțiunii de autostradă de-a lungul podului spre Crimeea. La 18 mai 2018, Putin a semnat decrete privind componența noului guvern. La 25 mai 2018, Putin a anunțat că nu va candida pentru funcția de președinte în anul 2024, justificând acest lucru cu cele prevăzute de Constituția Rusiei. În mod deschis, la 7 iunie 2018, el a vorbit despre viitorul său succesor. La 14 iunie 2018, a deschis în calitate de șef al țării organizatoare Campionatul Mondial de Fotbal 2018, care a avut loc pentru prima oară în Rusia.

### Politică internă

#### Politici economice, industriale și energetice

PIB în Rusia de la sfârșitul URSS

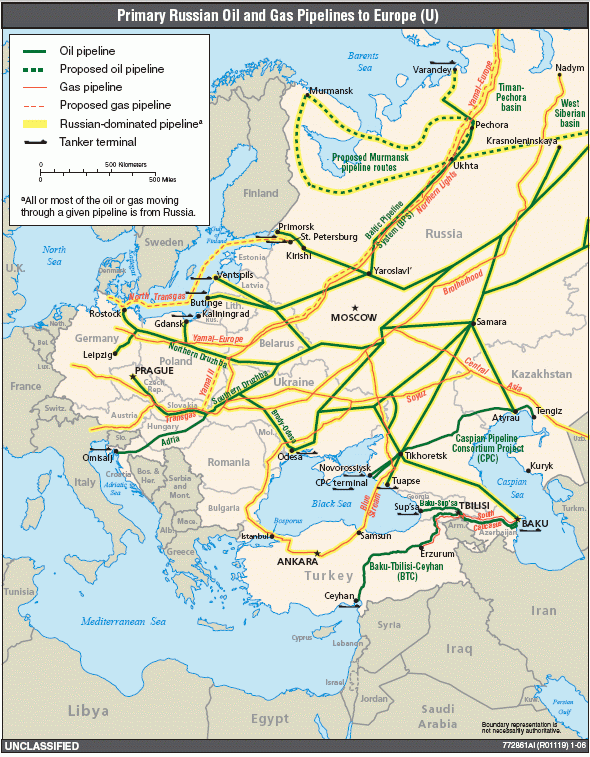
Până în anul 2022, Rusia era un mare exportator de țiței în mare parte a Europei.

Datorită boom-ului de mărfuri din 2000, care include și prețurile record ale petrolului în timpul administrației lui Putin din perioada 2001-2007, economia a înregistrat creșteri reale de 7% pe an, Rusia situându-se pe locul 195 în lume privind puterea de cumpărare. În 2007, PIB-ul Rusiei a depășit PIB-ul Rusiei în 1990, revenind după criza financiară din 1998 și recesiunea precedentă din anii 1990. După începerea războiului din Ucraina, cei mai importanți investitori occidentali se retrag de pe piața rusă, în timp ce exportul de petrol și gaze spre Europa se prăbușește.

#### Politica religioasă
Budismul, creștinismul ortodox, islamul și iudaismul sunt definite de lege drept religii tradiționale ale Rusiei și parte a patrimoniului istoric al Rusiei,  care se bucurau de un sprijin limitat al statului în epoca lui Putin. Proiectul vast de construcție și restaurare a bisericilor, începută în anii 1990, a continuat sub Putin, iar statul a permis predarea religiei în școli (părinții au posibilitatea să aleagă pentru copiii să învețe elementele de bază ale uneia dintre religiile tradiționale sau etica seculară). Abordarea lui Putin față de politica religioasă a fost caracterizată ca fiind una de susținere a libertăților religioase, dar și încercarea de a unifica diferite religii sub autoritatea statului.  În 2012, Putin a fost onorat în Betleem și o stradă a fost numită după el. 

#### Dezvoltarea armatei

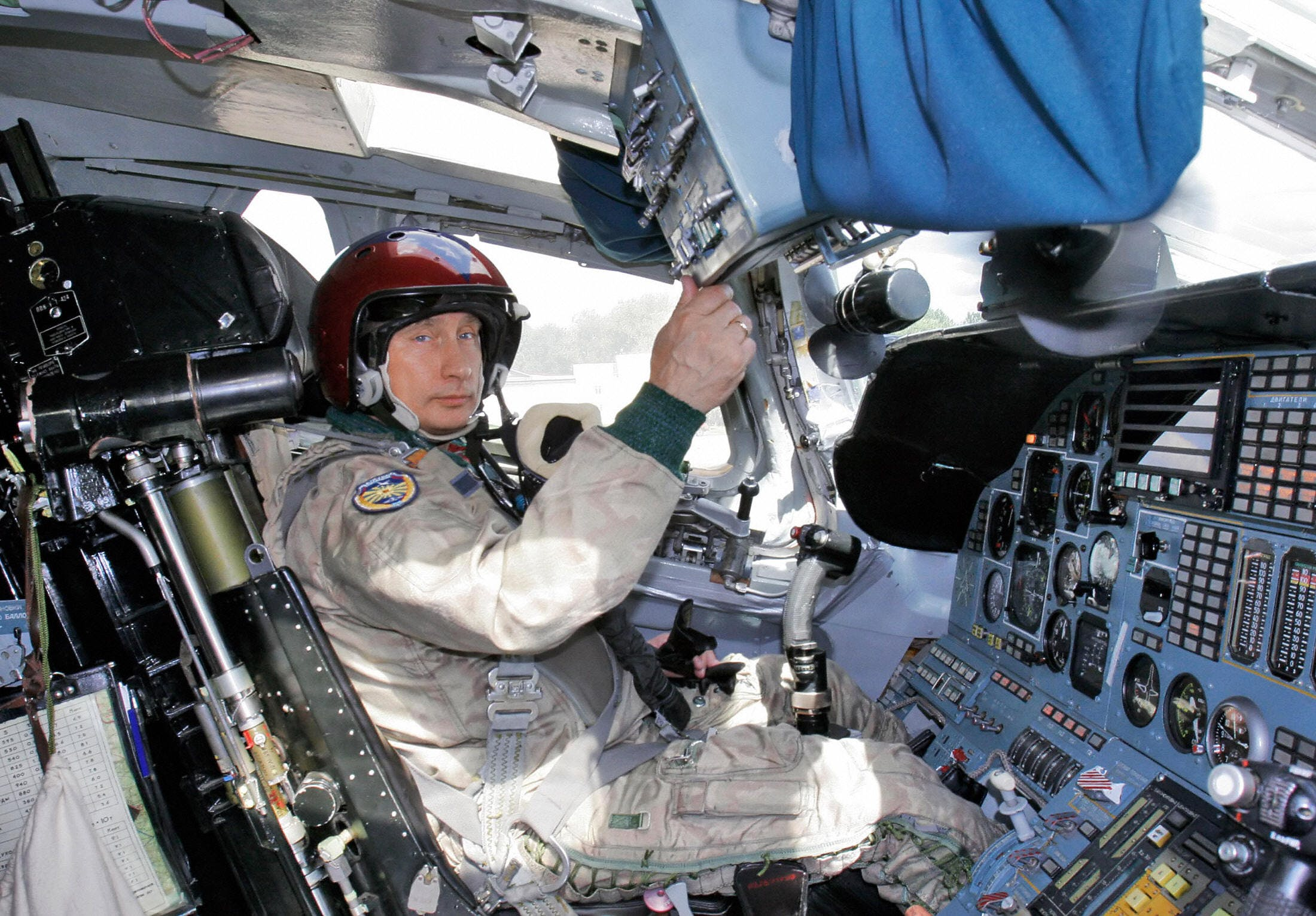
Putin în carlinga unui bombardier strategic Tupolev Tu-160 în august 2005

Relansarea zborurilor pe distanțe lungi ale bombardierelor strategice ale Rusiei a fost urmată de anunțul anunțat de ministrul rus al Apărării, Anatoli Serdiukov, în timpul întrevederii sale cu Putin, la 5 decembrie 2007, că 11 nave, inclusiv portavionul Admiral Kuznețov, vor lua parte la un exercițiu maritim în Marea Mediterană, cel mai mare exercițiu de acest fel din era sovietică. Ieșirea acestor nave în larg a fost susținută de 47 de avioane, inclusiv de bombardierele strategice.
Începând cu începutul anilor 2000, Rusia a început să investească mai muli în industria militară și de apărare, dar doar începând cu anul 2008 a început reforma militară rusă cu scopul de a moderniza forțele armate ruse și de a le face considerabil mai eficiente. Reforma a fost în mare măsură efectuată de ministrul apărării, Anatoli Serdiukov, în timpul președinției lui Medvedev, sub supravegherea lui Putin, în calitate de șef al guvernului, și a lui Medvedev, în calitate de comandant al forțelor armate ruse.
Elementele cheie ale reformei au inclus reducerea forțelor armate la un milion de persoane; reducerea numărului de ofițeri; centralizarea formării ofițerilor de la 65 de școli militare în 10 centre de formare militară "sistemică"; crearea unui corp profesionist de subofițeri; reducerea dimensiunii conducerii centrale; introducerea unui număr mai mare de personal logistic și civil auxiliar; reorganizarea rezervelor; reorganizarea armatei într-un sistem de brigadă și reorganizarea forțelor aeriene într-un sistem fondat pe baze aeriene în locul regimentelor.
Numărul districtelor militare ruse a fost redus la patru. Termenul de serviciu militar a fost redus de la doi ani la un an, ceea ce a pus capăt vechilor tradiții de hărțuire din armata rusă, deoarece toți recruții au devenit foarte apropiați în vârstă. S-a anunțat tranziția treptată către armata profesionistă până la sfârșitul anului 2010 și a fost lansat un program amplu de aprovizionare a Forțelor Armate cu noi echipamente militare și nave. Forțele spațiale rusești au fost înlocuite la 1 decembrie 2011 cu forțele rusești de apărare aerospațială.
În ciuda apelului lui Putin de investiții majore în arme nucleare strategice, acestea vor scădea cu mult, sub limitele noului acord START, datorate retragerii sistemelor îmbătrânite.
Putin reia pretențiile teritoriale rusești din zona arctică și prezența sa militară aici. În august 2007, expediția rusă Arktika 2007, parte a cercetărilor legate de pretenția de extindere teritorială a Rusiei din 2001, a plantat un steag pe fundul mării sub Polul Nord. În Arctica a crescut numărul de submarine rusești și de trupele desfășurate în zonă.

### Politică externă

#### Relațiile cu SUA, Europa și NATO

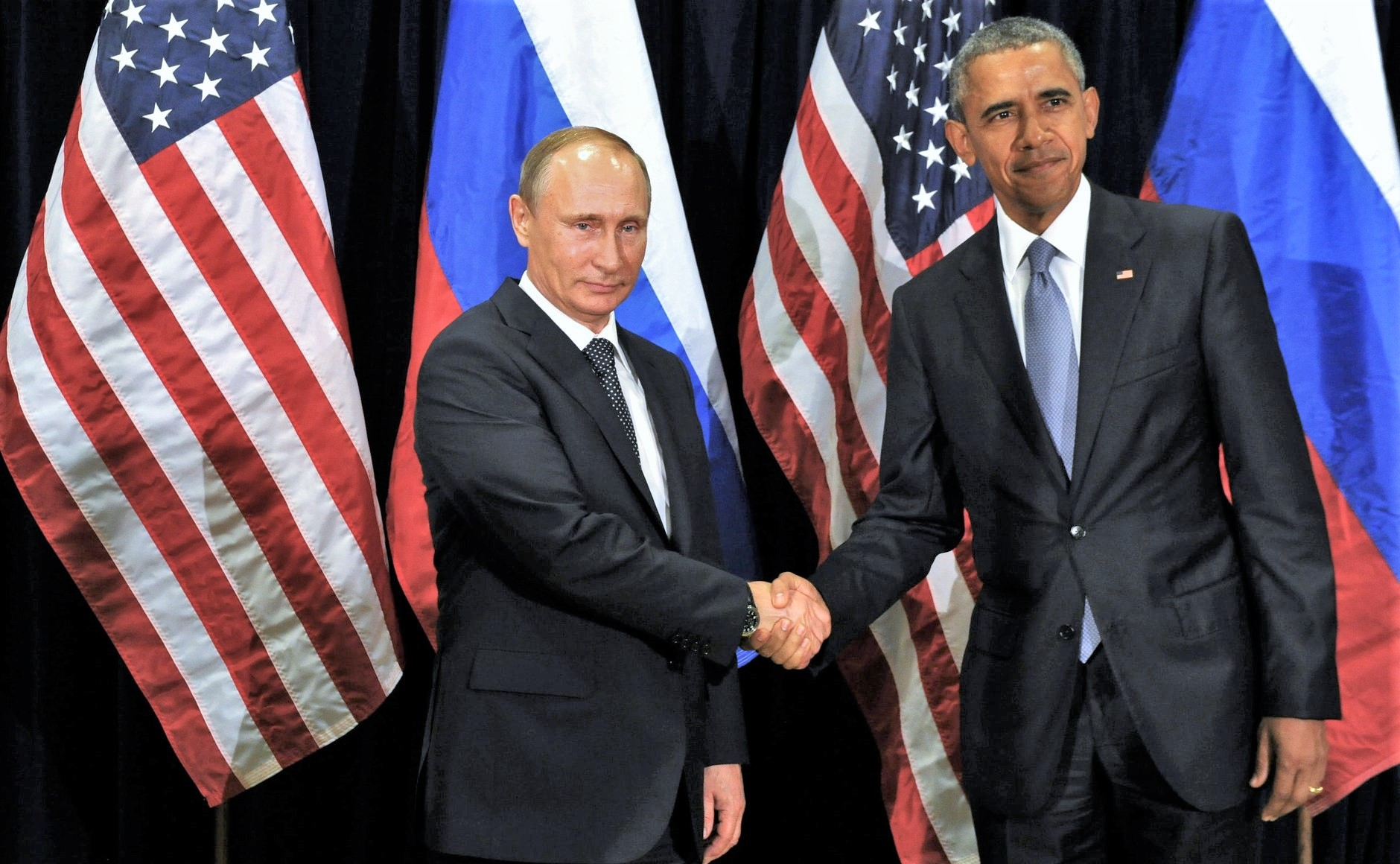
Vladimir Putin și Barack Obama în septembrie 2015

Sub Putin, relațiile Rusiei cu NATO și S.U.A. au trecut prin mai multe etape. Când a devenit președinte, relațiile au fost prudente, dar după Atentatele din 11 septembrie 2001, Putin a acordat rapid sprijin Statelor Unite în Războiul împotriva terorismului și astfel a apărut oportunitatea parteneriatului dintre cele două țări. Cu toate acestea, SUA au răspuns prin extinderea NATO la granițele Rusiei și prin retragerea unilaterală de la Tratatul rachetelor anti-balistice din 1972.

#### Relațiile cu Regatul Unit
În 2003, Relațiile dintre Rusia și Regatul Unit s-au deteriorat atunci, când Regatul Unit a acordat azil politic oligarhului Boris Berezovski. Această deteriorare a fost intensificată de afirmațiile potrivit cărora britanicii spionau și făceau plăți secrete organizațiilor pro-democrație și grupurilor pentru drepturile omului.
Odată cu ocuparea peninsulei Crimeea în 2014, relațiile Rusiei cu SUA, Europa și NATO au început să se degradeze, iar după 2022, când are loc invazia Ucrainei, aceste relații se degradează și mai mult, ajungând aproape de cele din perioada Războiului Rece.

#### Relațiile cu Asia de Sud și de Est

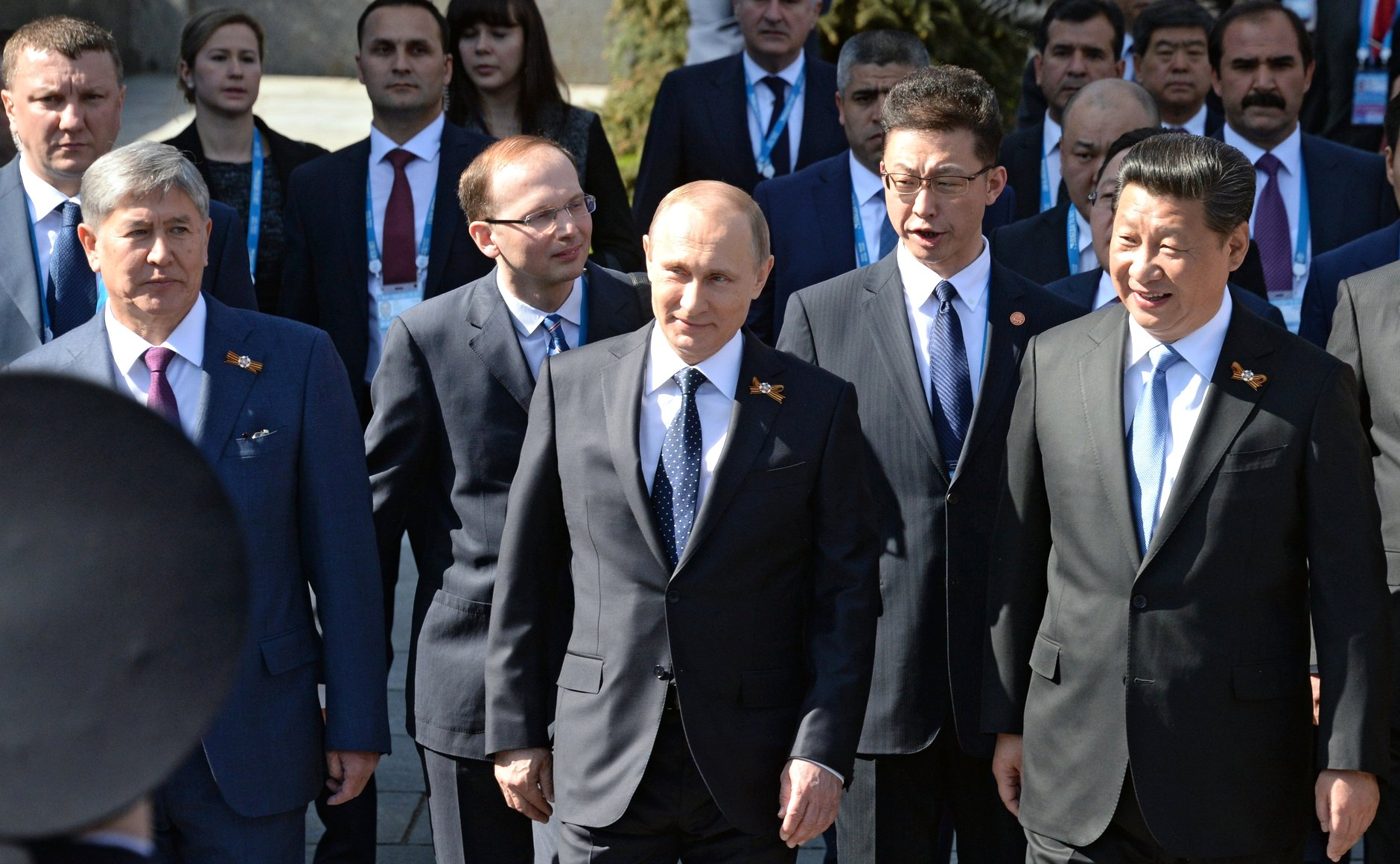
Putin și președintele Chinei, Xi Jinping, la Parada Militară de Ziua Victoriei la Moscova din 2015

În 2012, Putin a scris un articol în ziarul The Hindu, spunând că "Declarația privind parteneriatul strategic dintre India și Rusia, semnată în octombrie 2000 este un pas cu adevărat istoric"  Premierul Manmohan Singh în timpul vizitei lui Putin în India din 2012 spunea: "Președintele Putin este un prieten de valoare al Indiei și arhitectul inițial al parteneriatului strategic între India și Rusia".
Rusia lui Putin menține relații pozitive cu alte țări BRIC. Țara a încercat să consolideze legăturile cu Republica Populară Chineză, prin semnarea Tratatului de prietenie, precum și prin construirea conductei petroliere transsiberiene orientată spre creșterea nevoilor energetice chineze. Cooperarea în domeniul securității reciproce a celor două țări și a vecinilor din Asia Centrală este facilitată de Organizația pentru Cooperare de la Shanghai (SCO), înființată în 2001 de către liderii Chinei, Kazahstanului, Kârgâzstanului, Rusiei, Tadjikistanului și Uzbekistanului.
Anunțul făcut în timpul summitului SCO că Rusia reia în permanență zborurile de patrulare a bombardierelor strategice (suspendate în 1992)  în lumina exercițiilor militare ruso-chineze comune, fără precedent în istorie și ținute pentru prima oară pe teritoriul Rusiei, a făcut unii experți să creadă că Putin este înclinat să creeze un bloc anti-NATO sau versiunea asiatică a OPEC.  Când a fost prezentat sugestia că "observatorii occidentali asociază deja SCO cu o organizație militară care ar fi în opoziție cu NATO", Putin a răspuns că "acest tip de comparație este inadecvată, atât sub formă cât și în substanță".

### Critică
Putin este acuzat de opoziția rusă că manipulează, minte și provoacă tensiuni în Ucraina. Filmul documentar  „Putin, omul care instigă la război”, realizat de Boris Nemțov și Leonid Martâniuk, ar aduce argumente care ar demonstra implicarea Rusiei în prăbușirea Boeing-ului din Ucraina din 2014.

## Prim-ministru (2008–2012)
În urma expirării celor două mandate și în urma alegerilor lui Dmitri Medvedev ca președinte al Rusiei, Putin a fost desemnat de Medvedev ca prim-ministru și validat de Duma de Stat în această funcție în perioada 8 mai 2008 - 7 mai 2012.

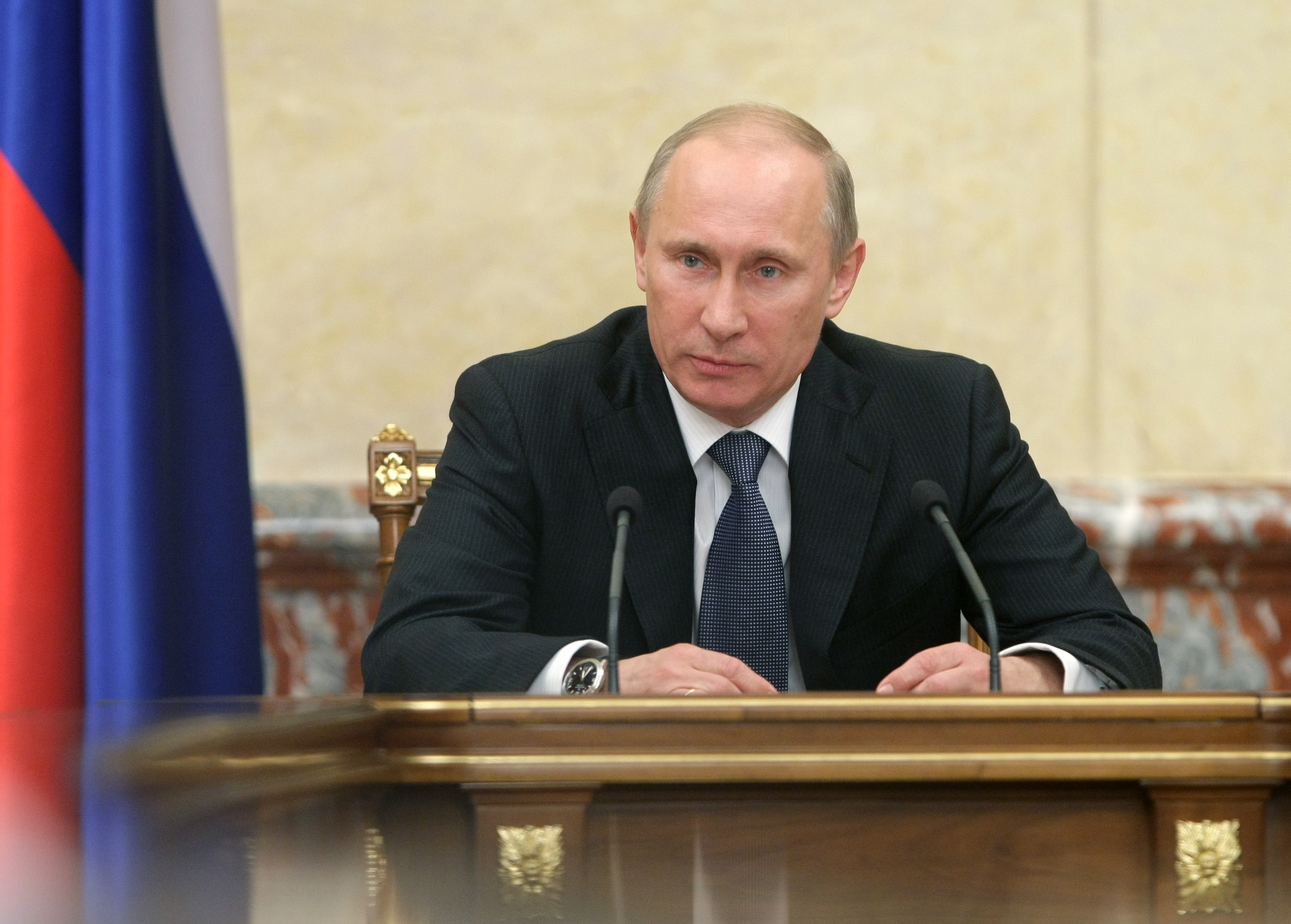

## Familia și viața personală
Vladimir Putin a fost căsătorit cu Ludmila Putina, divorțat în 2013 (n. 1958), din 1983 și are două fete: Ekaterina (n. 1985 în Dresda, Germania) și Maria (n. 1986 tot în Dresda, Germania). Soția sa a studiat filologia la Universitatea din St. Petersburg. După efectuarea studiior a lucrat ca stewardesă la Kaliningrad și apoi ca profesoară de limbi străine, vorbind curent limbile germană, franceză și spaniolă. În casa familiei Putin se mai află și un pudel alb, numit Tosca.

## Avere personală
Potrivit unor surse neconfirmate, Putin ar putea avea 40 de miliarde de dolari în active sau chiar 70 de miliarde de dolari, depășindu-l astfel pe Carlos Slim – care era considerat în 2012 ca fiind cel mai bogat om din lume – cu 70 de miliarde de dolari.

## Artele marțiale
Unul dintre sporturile preferate de Putin este judo-ul. Putin a început să se antreneze practicând sambo (artă marțială originară din Uniunea Sovietică) de la vârsta de 14 ani, înainte de a trece apoi la practicarea judo-ul, pe care o exercită și în prezent. El a câștigat competiții în domeniul acestui sport în orașul său natal.

## Onoruri
Vladimir Putin a fost desemnat "Persoana Anului 2007" de către revista americană Time pentru că a adus stabilitate și a acordat un nou statut țării sale (sursa: Reuters).
Premiul este acordat pentru o "pricepere extraordinară de lider, pentru preluarea unei țări care se afla în haos și căreia i-a adus stabilitate", a declarat la postul de televiziune NBC Richard Stengel, redactorul șef al revistei Time.